# 1918 na literatura

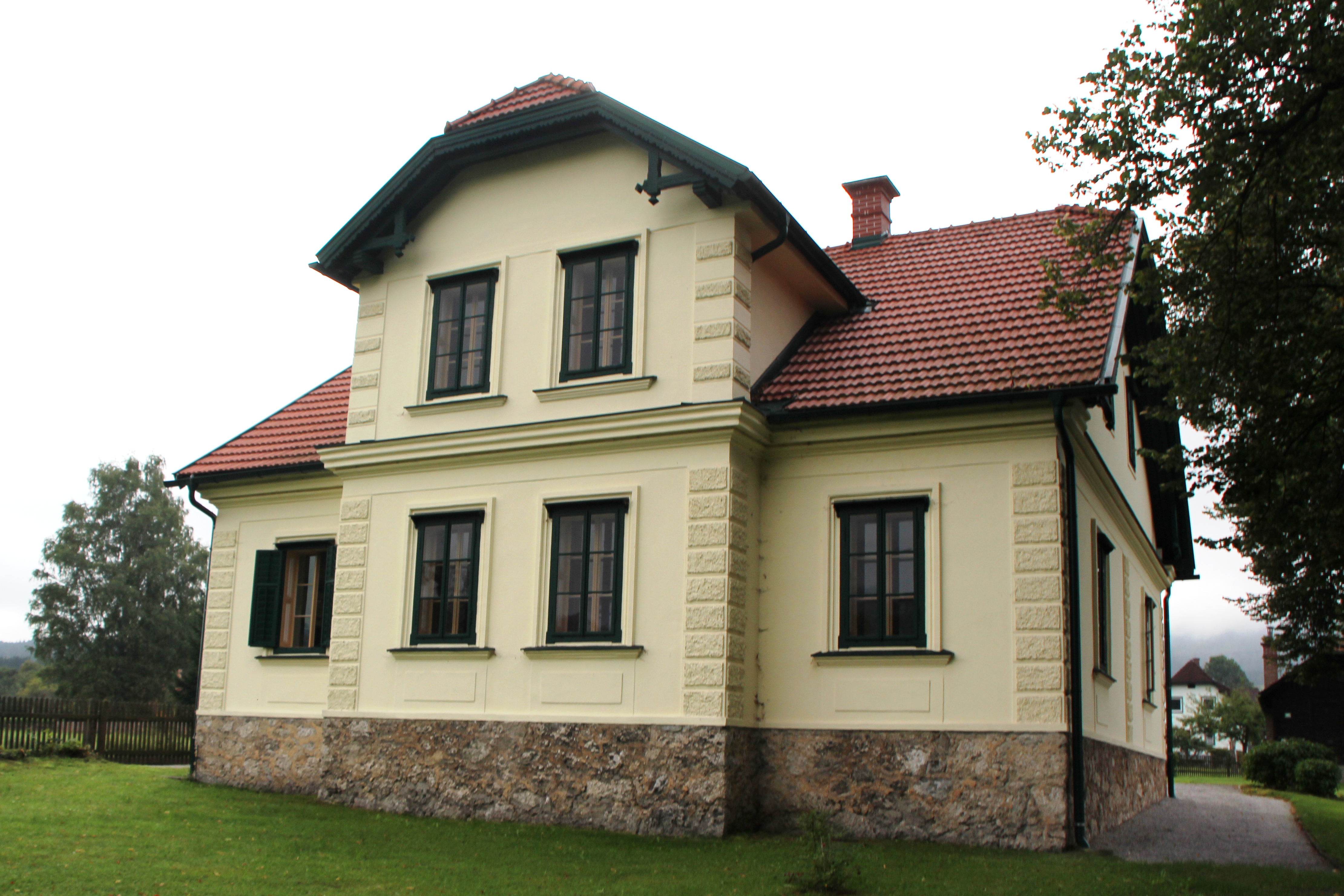
Casa onde Peter Rosegger viveu e faleceu

## Eventos
- 16 de fevereiro - (Primeira Guerra Mundial): Turcos incendeiam a biblioteca de Bagdá.

## Nascimentos
| Data            | Nome                    | Profissão                                | Nacionalidade  | Observações | Ref |
| --------------- | ----------------------- | ---------------------------------------- | -------------- | ----------- | --- |
| 26 de janeiro   | Philip José Farmer      | escritor de ficção científica e fantasia | Estados Unidos | m. 2009     |     |
| 6 de fevereiro  | Lothar-Günther Buchheim | escritor, pintor e coleccionador de Arte | Alemanha       | m. 2007     |     |
| 26 de fevereiro | Theodore Sturgeon       | escritor de ficção científica            | Estados Unidos | m. 1985     |     |
| 24 de julho     | Antonio Candido         | escritor, crítico literário e sociólogo  | Brasil         | m. 2017     |     |
| 29 de novembro  | Jeanne Modigliani       | escritora                                |                | m. 1984     |     |
| 29 de novembro  | Madeleine L'Engle       | escritora                                | Estados Unidos | m. 2007     |     |

## Mortes
| Data           | Nome                           | Profissão                                                                                  | Nacionalidade | Observações | Ref |
| -------------- | ------------------------------ | ------------------------------------------------------------------------------------------ | ------------- | ----------- | --- |
| 17 de março    | Gastão Raul de Forton Bousquet | abolicionista, poeta, jornalista, autor teatral, escritor                                  | Brasil        | n. 1870     |     |
| 6 de junho     | Emílio de Meneses              | jornalista e poeta                                                                         | Brasil        | n. 1866     |     |
| 6 de setembro  | Emílio de Meneses              | jornalista e poeta.Imortal da Academia Brasileira de Letras e mestre dos sonetos satíricos | Brasil        | n. 1866     |     |
| 6 de setembro  | Inglês de Sousa                | professor, advogado, jornalista e escritor                                                 | Brasil        | n. 1853     |     |
| 9 de novembro  | Guillaume Apollinaire          | escritor                                                                                   | França        | n. 1880     |     |
| 2 de dezembro  | Edmond Rostand                 | poeta e dramaturgo                                                                         | França        | n. 1868     |     |
| 28 de dezembro | Olavo Bilac                    | jornalista e poeta                                                                         | Brasil        | n. 1865     |     |

## Prémios literários
- Nobel de Literatura - Não atribuído.
- Prémio Camões - Antonio Candido